# Lista de regiões portuguesas ordenadas por população desempregada
Esta é uma lista demostrando a taxa de desemprego de cada uma das sete regiões portuguesas, ordenadas pela região e ano, mostrando os valores de cada ano desde 2011. Os dados baseiam-se nas estatísticas oficiais do Instituto Nacional de Estatística.
| Posição | Posição          | Região                       | População desempregada (2022) | Participação (população desempregada total) | Variação (desde 2021) |
| Em 2022 | Comparada a 2021 | Região                       | População desempregada (2022) | Participação (população desempregada total) | Variação (desde 2021) |
| ------- | ---------------- | ---------------------------- | ----------------------------- | ------------------------------------------- | --------------------- |
| 1       | (0)              | Região do Norte              | 107,4 mil                     | 34,2 %                                      | 17,7 mil              |
| 2       | (0)              | Área Metropolitana de Lisboa | 102,7 mil                     | 32,7 %                                      | 7,7 mil               |
| 3       | (0)              | Região do Centro             | 57,7 mil                      | 18,4 %                                      | 6,3 mil               |
| 4       | (0)              | Região do Alentejo           | 16,8 mil                      | 5,4 %                                       | 5,6 mil               |
| 5       | (0)              | Região do Algarve            | 12,8 mil                      | 4,1 %                                       | 5,5 mil               |
| 6       | (0)              | Região da Madeira            | 9,2 mil                       | 2,9 %                                       | 1,1 mil               |
| 7       | (0)              | Região dos Açores            | 7,4 mil                       | 2,3 %                                       | 1,0 mil               |
|         |                  | Portugal                     | 313,9 mil                     | 100 %                                       | 24,9 mil              |

1. ↑  «Portal do INE». www.ine.pt. Consultado em 22 de abril de 2023